# Academia de Ciências de Braunschweig
A Academia de Ciências de Braunschweig (em alemão:  Braunschweigische Wissenschaftliche Gesellschaft - BWG), fundada em 9 de dezembro de 1943, é uma academia científica do estado da Baixa Saxônia, Alemanha.

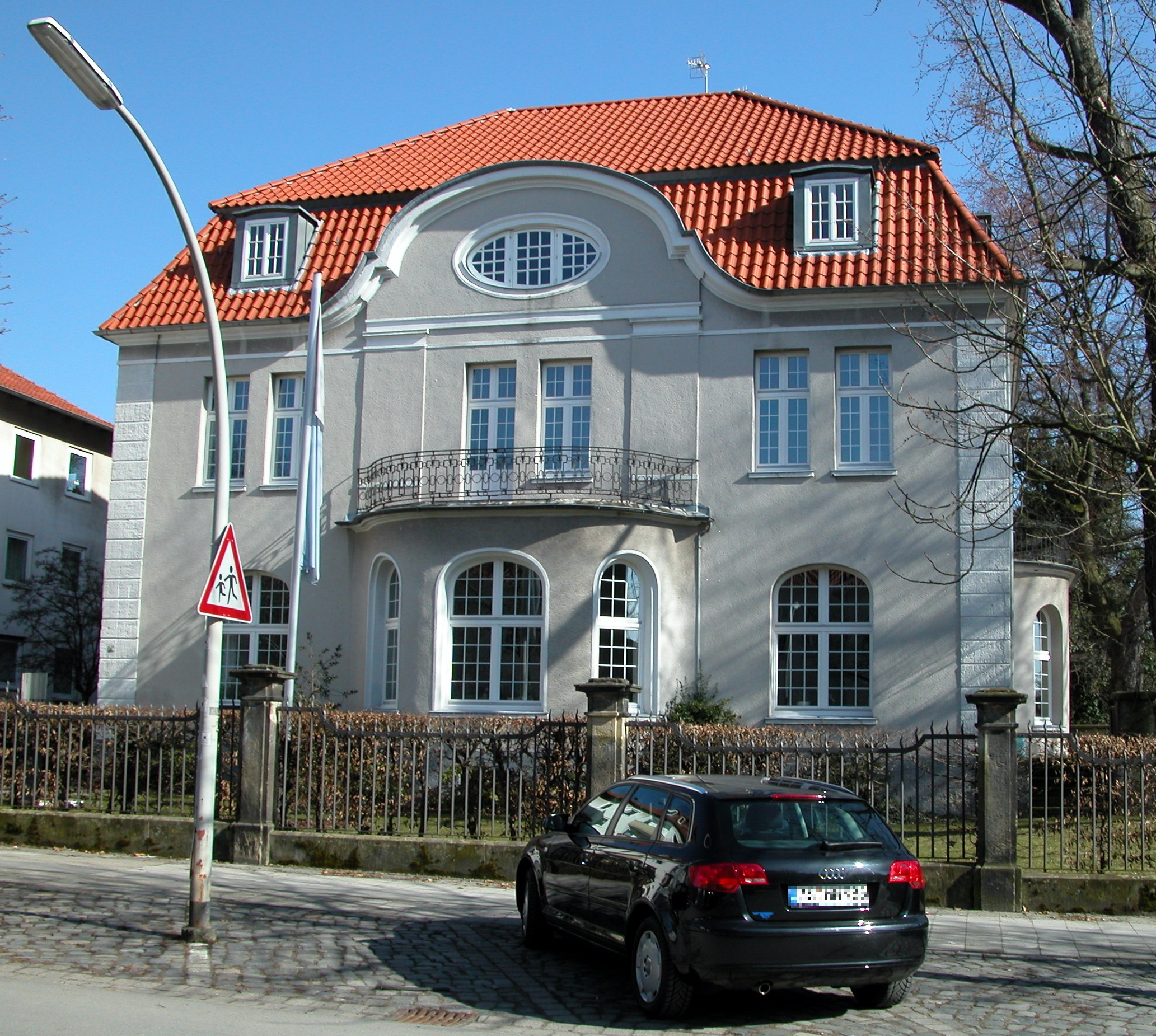
A antiga "Villa Felmy", onde localiza-se atualmente a BWG.